# Liste der Monuments historiques in Chavigny (Meurthe-et-Moselle)
Die Liste der Monuments historiques in Chavigny führt die Monuments historiques in der französischen Gemeinde Chavigny auf.

## Liste der Objekte
| Bezeichnung               | Beschreibung                                                           | Standort                       | Kennzeichnung | Schutzstatus | Datum | Bild |
| ------------------------- | ---------------------------------------------------------------------- | ------------------------------ | ------------- | ------------ | ----- | ---- |
| Chorschranke              | Stein, bemalt, um 1960, von Pierre-Dié Mallet                          | in der Kirche St-Blaise (Lage) | PM54001461    | Inscrit      | 2002  |      |
| Skulptur Maria Immaculata | Holz, farbig gefasst und vergoldet, zweite Hälfte des 18. Jahrhunderts | in der Kirche St-Blaise (Lage) | PM54000137    | Classé       | 1978  |      |
| Skulptur Heiliger Stephan | Holz, farbig gefasst und vergoldet, zweite Hälfte des 18. Jahrhunderts | in der Kirche St-Blaise (Lage) | PM54000138    | Classé       | 1978  |      |
| Zwei Kirchenfenster       | 1947, aus der Werkstatt Benoit Frères in Nancy                         | in der Kirche St-Blaise (Lage) | PM54001460    | Inscrit      | 1994  |      |